# Миливоје Живановић
Миливоје Живановић (Пожаревац, 2. април 1900 — Београд, 15. новембар 1976) био је српски и југословенски позоришни, телевизијски и филмски глумац.

## Биографија
Глумачку каријеру је започео у путујућим трупама. Његов почетак бављења глумом везује се за путујуће позориште у Србији 1919. године. Био је члан Српског народног позоришта у Новом Саду 1923, у Скопљу 1928, и Београду 1932. године. Са успехом је играо трагичне и комичне ликове. Био је првак Југословенског драмског позоришта у Београду од 1947. до 1970. године. Године 1970. је прешао у Савремено позориште Београд (данас Београдско драмско позориште), где је наступио у само једној представи.

## Филмографија
Глумац | Селф | Хроника | 
| Глумац | ▲ |
| ------ | - |

Дугометражни филм | ТВ филм | Кратки филм
|                   | 1940 | 1950 | 1960 | 1970 | Укупно |
| ----------------- | ---- | ---- | ---- | ---- | ------ |
| Дугометражни филм | 1    | 15   | 4    | 1    | 21     |
| ТВ филм           | 0    | 1    | 8    | 3    | 12     |
| Кратки филм       | 0    | 1    | 0    | 0    | 1      |
| Укупно            | 1    | 17   | 12   | 4    | 34     |
|           | Назив                     | Улога             |
| --------- | ------------------------- | ----------------- |
| 1948      | Софка                     | Марко             |
| 1950-te ▲ |                           |                   |
| 1950      | Језеро                    | Петар             |
| 1950      | Чудотворни мач            | Баш-Челик         |
| 1950      | Црвени цвет               | Генерал Митровић  |
| 1953      | Општинско дете            | /                 |
| 1953      | Невјера                   | Нико Мариновић    |
| 1953      | Циганка                   | Хаџи Тома         |
| 1955      | Крвави пут                | Миљан             |
| 1955      | Њих двојица               | Стојан            |
| 1955      | Шолаја                    | Симела Шолаја     |
| 1957      | Крвава кошуља             | /                 |
| 1958      | Цеста дуга годину дана    | Учитељ            |
| 1958      |                           | /                 |
| 1958      | Погон Б                   | Инжењер Ковач     |
| 1959      | Осма врата                | Предраг Симоновић |
| 1959      |                           | цар Никола први   |
| 1960-te ▲ |                           |                   |
| 1961      | Први грађанин мале вароши | Доктор            |
| 1962      | Др                        | Живота Цвијовић   |
| 1966      | Пре рата                  | Агатон Арсић      |
| 1968      | Лелејска гора             | Вучко Масник      |
| 1970-te ▲ |                           |                   |
| 1971      | Нокаут                    | Отац              |
|           | Назив               | Улога                        |
| --------- | ------------------- | ---------------------------- |
| 1958      | Случај у трамвају   | /                            |
| 1960-te ▲ |                     |                              |
| 1960      | Ожалошћена породица | Агатон                       |
| 1962      | Коштана             | /                            |
| 1967      | Сутра               | /                            |
| 1967      | Јегор Буличов       | Јегор Буличов                |
| 1968      | Продајем стара кола | /                            |
| 1968      | Наши синови         | /                            |
| 1968      | Дама с камелијама   | /                            |
| 1969      | Голубовићи          | Густав                       |
| 1970-te ▲ |                     |                              |
| 1970      | Србија на Истоку    | Аћим Чумић министар полиције |
| 1970      | Крунисање           | /                            |
| 1975      | Сведоци оптужбе     | /                            |
|      | Назив         |
| ---- | ------------- |
| 1957 | Атомска бајка |
| Селф | ▲ |
| ---- | - |

ТВ документарни филм
|                      | 1970 | Укупно |
| -------------------- | ---- | ------ |
| ТВ документарни филм | 1    | 1      |
| Укупно               | 1    | 1      |
|      | Назив                   | Улога |
| ---- | ----------------------- | ----- |
| 1973 | Лектира: Портрети глуме | Лично |
| Хроника | ▲ |
| ------- | - |

ТВ документарни филм | Видео документарни
|                      | 1990 | Укупно |
| -------------------- | ---- | ------ |
| ТВ документарни филм | 1    | 1      |
| Видео документарни   | 1    | 1      |
| Укупно               | 2    | 2      |
|      | Назив                         | Улога |
| ---- | ----------------------------- | ----- |
| 1991 | Међу нама: Миливоје Живановић | Лично |
|      | Назив                        |
| ---- | ---------------------------- |
| 1998 | Миливоје Живановић 1900-1976 |

## Награде
- "Седмојулска награда", (1960);
- Медаља "Станиславски", (1966. у Москви);[1]
- "Сара Бернар", "Театар нација" у Паризу.

## Награде Миливоје Живановић
У сећање на њега се додељују награде Шешир Миливоја Живановића и Награда Миливоје Живановић.
Добитница награде „Миливоје Живановић” 2017. године је Хана Селимовић за улогу Саше у представи „Иванов”. Добитница ове награде 2019. године била је Сека Саблић за улогу Богданке у представи „Врат од стакла”. Добитник ове награде 2023. године био је Небојша Дугалић за улогу Магбета у истоименој представи.

## Улоге
У периоду од 1923. до 1970. је играо више од 360 улога. Неке од најуспешнијих улога су: 
- Митке у Коштани (Бора Станковић);
- Пера Сегединац (Лаза Костић);
- Краљ Лир (Шекспир)...

## Галерија
- Биста Миливоју Живановићу испред Центра за културу у Пожаревцу
- Спомен-плоча на месту где се налазила родна кућа Миливоја Живановића у Пожаревцу
- Оригинални штап и шешир Миливоја Живановића
- Миливоје Живановић, цртеж Мома Капора